# Eisenbahnunfall von Selby
Der Eisenbahnunfall von Selby war die Kollision eines Intercity-Zuges mit einem auf das Gleis geratenen Kraftfahrzeug und die anschließende Kollision eines Güterzugs mit dem entgleisten Personenzug in den frühen Morgenstunden des 28. Februar 2001 bei der englischen Ortschaft Selby. Dabei starben zehn Menschen.

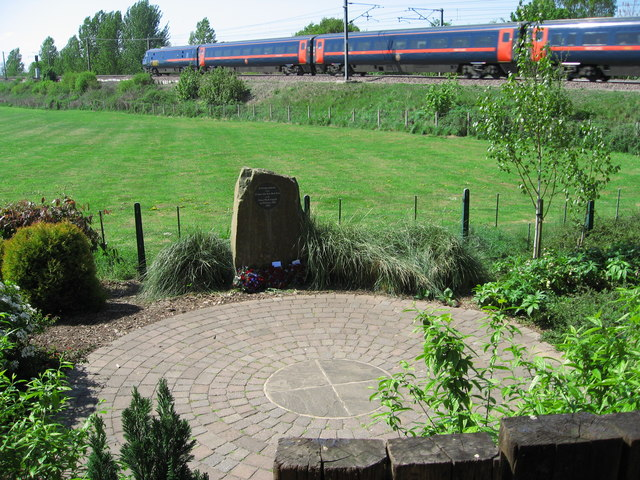
Gedenkstätte

## Ausgangslage
Am 28. Februar 2001 war es zum Unfallzeitpunkt, morgens um 6:13 Uhr, noch dunkel.

### Infrastruktur
Der Unfall ereignete sich auf der East Coast Main Line (Edinburgh–London King’s Cross), einer zweigleisigen elektrifizierten Hauptbahn, die – wie bei allen zweigleisigen Strecken auf den britischen Inseln üblich – im Linksverkehr befahren wird. Im Bereich der Unfallstelle in Great Heck, einem Ortsteil von Selby, mündet ein Anschlussgleis in das Richtungsgleis Edinburgh–London. Weiter überquert im Bereich der Unfallstelle die Autobahn M62 auf einer Brücke die Bahnstrecke.

### Fahrzeuge

#### Kraftfahrzeug
Auf der M62 war ein Fahrer in einem Land Rover Defender, der einen Anhänger zog, auf dem ein weiteres Kraftfahrzeug geladen war, in westlicher Richtung unterwegs. Der Fahrer hatte in der vorangegangenen Nacht höchstens zwei Stunden geschlafen. Kurz vor der Brücke über die East Coast Main Line fiel er in einen Sekundenschlaf, verlor die Kontrolle über das Fahrzeug, das nach links ausbrach, die Straßenböschung 115 m hinunter fuhr und auf dem Richtungsgleis Edinburgh–London zum Stehen kam. Nachdem es dem Fahrer nicht gelang, rückwärts aus dem Gleisbereich zu fahren, verließ er das Fahrzeug und rief über ein Mobiltelefon die Rettungsdienste an.

#### Intercity

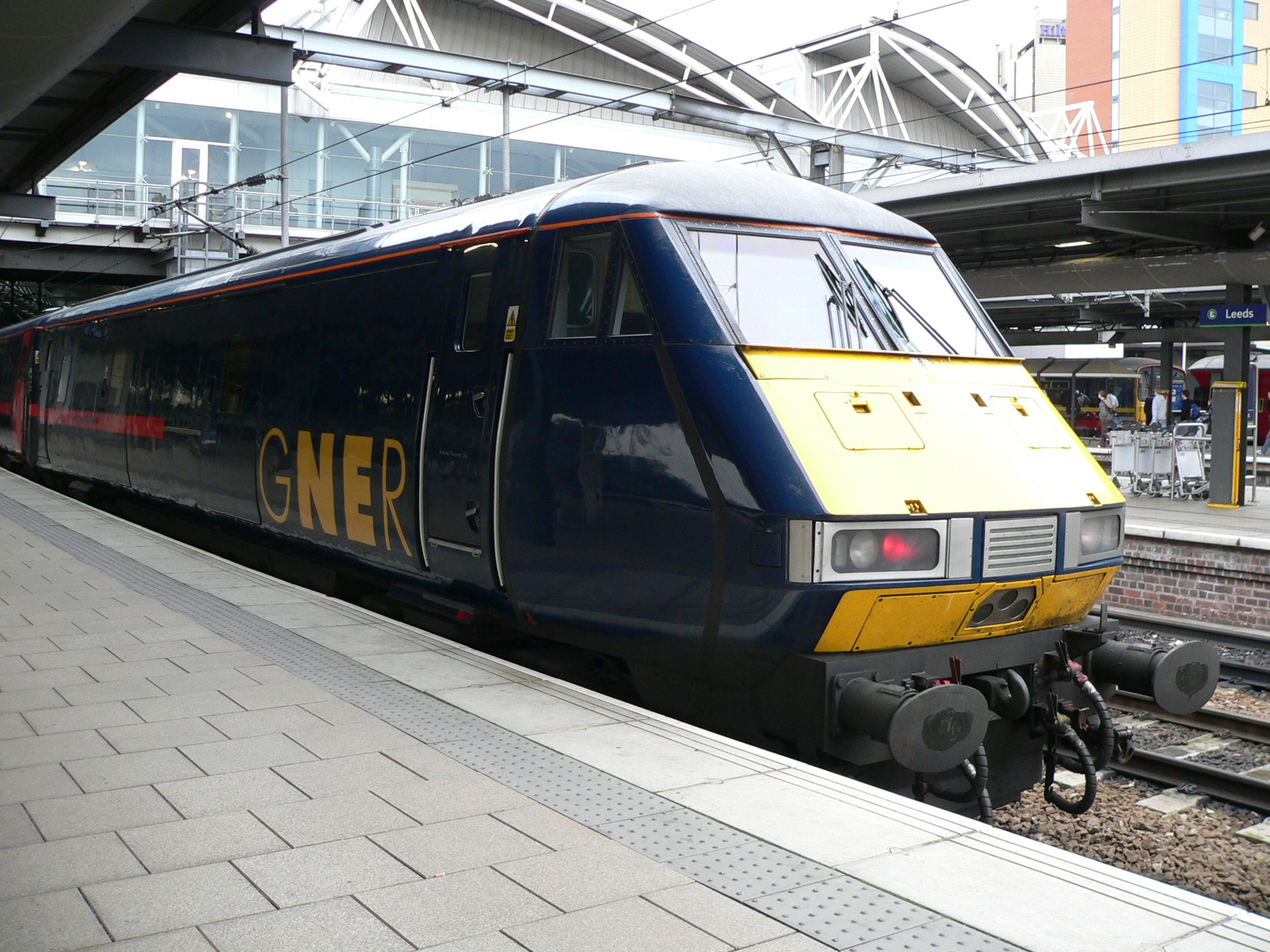
Steuerwagen, wie er an der Spitze des verunfallten Intercity 225 eingesetzt war.

Von Norden kommend befuhr die Strecke ein Intercity der Great North Eastern Railway (GNER). Das war der erste Zug, der morgens vom Ausgangsbahnhof Newcastle in Richtung London fuhr (ab: 4:45 Uhr). Mit 99 Reisenden war er nur zu etwa 20 % ausgelastet. Gefahren wurde die Verbindung mit einem Hochgeschwindigkeitszug der Baureihe Intercity 225. Diese Züge bestehen aus einer elektrischen Lokomotive der Klasse 91, zwei Wagen 1. Klasse, einem Buffetwagen, sechs Wagen 2. Klasse und einem Steuerwagen, der zugleich als Gepäckwagen dient. Im Regelfall befindet sich die Lokomotive auf der East Coast Main Line immer an dem Ende des Zuges, der nach Edinburgh ausgerichtet ist. So auch bei dieser konkreten Fahrt in Richtung London, bei der sich also der Steuerwagen an der Zugspitze befand. Der letzte Halt war York, wo noch einmal eine Anzahl Reisende zustiegen. Als der Zug sich der Stelle näherte, an der das Auto auf den Gleisen stand, konnte der Lokomotivführer aufgrund der Dunkelheit das Hindernis erst im letzten Moment vor sich erkennen und nur noch in geringem Maße bremsen.

#### Güterzug
In der Gegenrichtung, also nach Norden fahrend, nutzte ein Güterzug von Freightliner für eine kurze Strecke die East Coast Main Line. Er bestand aus einer Diesellokomotive der Baureihe 66 und einer Reihe von Wagen mit einem Gesamtgewicht von 1800 t, die Kohle aus dem Hafen von Immingham zu einem Kraftwerk nach Ferrybridge transportierten. Der Zug fuhr über die Bahnstrecke Doncaster–Lincoln, unmittelbar südlich von Doncaster in die Hauptstrecke ein und sollte sie in Selby auf der Bahnstrecke Leeds–Saltend in Richtung Leeds verlassen.

## Unfallhergang
Bei dem Aufprall des Intercity auf den Landrover war der Zug mit etwa 140 km/h unterwegs und das führende Drehgestell des Steuerwagens entgleiste, aber der Zug blieb aufrecht. Die kurz darauf im Fahrweg folgende Weiche des nahegelegenen Gleisanschlusses lenkte das entgleiste Fahrzeug in das Lichtraumprofil des Gleises der Gegenrichtung. Hier näherte sich unmittelbar folgend der Güterzug mit einer Geschwindigkeit von etwa 90 km/h und traf frontal auf den Intercity. Dabei wurde dessen führender Steuerwagen vollständig zerstört, die übrigen Wagen des Zuges mehr oder weniger schwer beschädigt, die größtenteils umstürzten, eine Böschung auf der Ostseite der Strecke hinunterrutschten und in einem Feld neben der Bahnstrecke liegen blieben. Die am Zugschluss laufende Lokomotive entgleiste, blieb aber aufrecht stehen und erlitt nur leichte Schäden. Trümmerteile des Steuerwagens verkeilten sich in den Drehgestellen der Güterzuglokomotive die dabei ihre Drehgestelle verlor. Außerdem wurde der Kraftstofftank der Lokomotive aufrissen, das Führerhaus und die rechte Seite stark beschädigt. Die ersten neun Güterwagen entgleisten und kippten auf die westliche Seite der Strecke, auch in den Garten eines Wohnhauses.

## Folgen

### Unmittelbare Folgen
Insgesamt starben 10 Menschen, 82 wurden darüber hinaus verletzt. Unter den Toten waren die beiden Lokführer, zwei Zugbegleiter des Intercity 225 sowie sechs Fahrgäste. 45 von 52 schwer verletzten Fahrgästen und alle Todesopfer (mit Ausnahme der beiden Lokomotivführer) befanden sich in den ersten fünf Wagen, zu denen auch der Buffetwagen und die beiden Wagen 1. Klasse gehörten. Unter den Überlebenden des Unfalls befand sich auch ein Fahrlehrer, der im Führerstand der Güterzuglokomotive mitfuhr, um deren Triebfahrzeugführer eine Streckeneinweisung zu geben. Die von den Versicherungen ausbezahlten Beträge summierten sich auf £ 22 Mio. (ca. 27 Mio. Euro).

### Rettungseinsatz
Die schwer Verletzten wurden – zum Teil mit Hubschraubern – in sieben verschiedene Krankenhäuser von Yorkshire und Leeds gebracht. Schnee und schlechtes Wetter behinderten die Rettungsarbeiten.
Ein ungewöhnlicher Aspekt des Rettungseinsatzes war, dass aufgrund eines Ausbruchs der Maul- und Klauenseuche 2001 in Großbritannien Desinfektionsmaßnahmen am Unfallort durchgeführt werden mussten.

### Gerichtsverfahren
Der Fahrer des unfallauslösenden Kraftfahrzeugs wurde vor dem Leeds Crown Court wegen „Totschlag aufgrund gefährdenden Fahrens“ (Causing death by dangerous driving) angeklagt. Das ihm vorgeworfene Fahren in fahruntüchtigem Zustand aufgrund von Schlafmangel bestritt er. Die Jury befand den Angeklagten mit 10:2 Stimmen schuldig und das Gericht verurteilte ihn zu fünf Jahren Gefängnis und einem fünfjährigen Fahrverbot. Nachdem er die Hälfte seiner Strafe verbüßt hatte, wurde er 2004 aus dem Gefängnis entlassen.

### Gedenken
Am Unfallort wurde eine Gedenkstätte, ein „Erinnerungsgarten“, errichtet.
John Weddle, der bei dem Zusammenstoß getötete Lokomotivführer des Intercity, wurde geehrt, indem eine Fahrschule für Triebfahrzeugführer in seiner Heimatstadt Newcastle upon Tyne nach ihm benannt wurde.
Die Lokomotive 66526 erhielt den Namen Driver Steve Dunn (George) und eine Gedenktafel in Erinnerung an den bei dem Zusammenstoß getöteten Lokomotivführer des Güterzuges.
Auch Barry Needham, ein weiterer Freightliner-Mitarbeiter, der bei dem Unfall ums Leben kam, wurde geehrt, indem zunächst die 56115 nach ihm benannt wurde und eine entsprechende Gedenkplakette erhielt. Namensschilder und Plakette wurden später auf die 60087 und dann die 60091 übertragen.